# In caso di golpe
In caso di golpe è un manuale di 392 pagine pubblicato nel 1975 dalla casa editrice Savelli, famosa per aver dato alle stampe libri controversi come La strage di Stato e Porci con le ali. 
Si tratta di una raccolta, a cura di Stella Rossa, di testi di vari autori, lingue e Paesi: una traduzione parziale del manuale svizzero Der totale Widerstand: Eine Kleinkriegsanleitung für Jedermann ("La resistenza totale: un manuale di guerriglia per tutti") del 1957, alcuni scritti teorici di von Clausewitz, Lenin e Mao sul tema della guerriglia, e parte di due manuali militari delle forze speciali statunitensi.
Come recita il sottotitolo italiano, l'opera è un «Manuale teorico-pratico per il cittadino, di resistenza totale e di guerra di popolo, di guerriglia e di controguerriglia». Nel clima della Guerra Fredda, degli Anni di Piombo e a pochi anni dal tentato golpe Borghese, il manuale era diffuso fra gli ambienti dell'estrema sinistra extraparlamentare italiana, che ostensibilmente se ne serviva per preparare attentati, per imparare strategie tattiche e tecniche di resistenza nell'eventualità di un golpe fascista, o per acquisire l'addestramento necessario in vista di una possibile rivoluzione comunista in Italia. Renato Olino, ex brigadiere dei carabinieri membro della sezione speciale anticrimine di Napoli e testimone chiave per la revisione del processo a Giuseppe Gulotta, in una intervista rilasciata il 24 aprile 2014 ebbe a dire: 

## Contenuti
Il manuale edito da Savelli contiene una traduzione parziale del primo volume del manuale Der totale Widerstand: Eine Kleinkriegsanleitung für Jedermann ("La resistenza totale: un manuale di guerriglia per tutti") scritto dal maggiore svizzero Hans von Dach, che lo pubblicò nel 1957 con l'intento di diffonderlo capillarmente fra la popolazione civile elvetica, in preparazione di una possibile invasione della Svizzera da parte di forze straniere ostili (ad esempio, forze del Patto di Varsavia). 
Le istruzioni del primo volume del manuale Der totale Widerstand di von Dach prendono in considerazione temi come la costruzione e direzione delle unità di guerriglia, bivacchi, materiale esplosivo arrangiato e cariche esplosive improvvisate, immagazzinamento delle munizioni, eliminazione delle sentinelle, trasmissione di notizie semplici con mezzi primitivi, imboscate e raid, attacchi e sabotaggi a infrastrutture e mezzi nemici, costruzione e direzione di un movimento di resistenza civile capace di assistere le unità di guerriglia fino al momento dell'insurrezione generale, le tattiche impiegate dalle forze nemiche contro i guerriglieri e il movimento di resistenza civile, eccetera. 
Gli altri volumi dell'opera di von Dach esaminavano più dettagliatamente temi come armi chimiche, combattimenti notturni, caratteristiche di alcuni tipi di armi leggere e silenziatori, truppe sanitarie, eccetera, e si concludevano con le parole «Meglio morire in piedi che vivere in ginocchio!»: questi volumi restarono non tradotti. 
L'edizione italiana è corredata anche da alcuni scritti teorici di von Clausewitz, Lenin e Mao sul tema della guerriglia, sia nella sua accezione resistenziale che rivoluzionaria. Oltre a questi testi, sono presenti traduzioni parziali di due manuali militari statunitensi per le forze speciali, che erano già stati pubblicati in Argentina nel 1971 dalla casa editrice Editorial Rioplatense, presumibilmente dopo essere stati catturati da guerriglieri comunisti locali: il manuale FM 31-21 Guerrilla Warfare and Special Forces Operations ("FM 31-21 Guerriglia e operazioni delle forze speciali") del 1961, e il manuale FM 31-16 Counterguerrilla Operations ("FM 31-16 Operazioni di controguerriglia") del 1967.

## Struttura
Complessivamente, i contenuti di In caso di golpe sono organizzati secondo il seguente indice: 
- Prefazione di Vincenzo Calò (pag. 5)
- Karl von Clausewitz: Guerra di popolo (p. 13)
- V. I. Lenin: Sulla guerra partigiana (p. 21)
- Mao Tse-tung: Come studiare la guerra (p. 33) – Conservare le proprie forze, annientare quelle del nemico (p. 45) – I nostri principi militari (p. 45)
- H. von Dach: La resistenza totale, Manuale di guerriglia (p. 49)
- U. S. Special Forces: Guerra di guerriglia e operazioni delle S. F. (p. 275)
- U. S. Special Forces: Operazioni di controguerriglia (p. 335)
- Indice analitico (p. 387)